# Luis IX de Hesse-Darmstadt
Luis IX de Hesse-Darmstadt (en alemán: Ludwig IX. von Hessen-Darmstadt; Darmstadt, 15 de diciembre de 1719-Pirmasens, 6 de abril de 1790) fue un príncipe alemán.

## Vida
Era hijo de Luis VIII, landgrave de Hesse-Darmstadt, y de la condesa Carlota de Hanau-Lichtenberg. A la muerte de su padre en 1768, heredó el landgraviato y se distinguió de inmediato por dar inicio a una campaña de reconstrucción del país: fundó personalmente la ciudad de Pirmasens, antiguamente una pequeña villa de 30 casas, que bajo su gobierno llegó a los 7000 habitantes.

### Matrimonio y descendencia
El 12 de agosto de 1741, se casó con la condesa palatina Carolina de Zweibrücken-Birkenfeld, hija de Cristián III, conde palatino de Zweibrücken-Birkenfeld, y de la condesa Carolina de Nassau-Saarbrücken. La pareja tuvo cinco hijas y tres hijos: 
1. Carolina (2 de marzo de 1746-18 de septiembre de 1821), casada con el landgrave Federico V de Hesse-Homburg.
2. Federica Luisa (16 de octubre de 1751-25 de febrero de 1805), casada con el rey Federico Guillermo II de Prusia y por lo mismo reina de Prusia.
3. Luis X (14 de junio de 1753-6 de abril de 1830), que lo sucedió a la cabeza del landgraviato y más adelante se convirtió en gran duque de Hesse-Darmstadt con el nombre de Luis I.
4. Amalia Federica (20 de junio de 1754-21 de junio de 1832), casada con Carlos Luis de Baden.
5. Guillermina Luisa (25 de junio de 1755-26 de abril de 1776), casada con Pablo I de Rusia y por lo tanto zarevna de Rusia.
6. Luisa Augusta (30 de enero de 1757-14 de febrero de 1830), casada con el gran duque Carlos Augusto de Sajonia-Weimar-Eisenach.
7. Federico (10 de junio de 1759-11 de marzo de 1802).
8. Cristián (25 de noviembre de 1763-17 de abril de 1830).[1]

## Distinciones honoríficas
- Caballero de la Orden del Águila Negra (

 Reino de Prusia).
- Caballero de la Orden de San Andrés ( Imperio ruso).